# Physocladia obscura
Physocladia obscura är en svampart som först beskrevs av Frederick K. Sparrow, och fick sitt nu gällande namn av Frederick K. Sparrow 1932. Physocladia obscura ingår i släktet Physocladia och familjen Cladochytriaceae.   Inga underarter finns listade i Catalogue of Life.